# Canton de Replonges
Le canton de Replonges est une circonscription électorale française du département de l'Ain créée par le décret du 13 février 2014 et entrant en vigueur lors des élections départementales de 2015. Il se trouve au nord-ouest du département de l'Ain dans la région Auvergne-Rhône-Alpes à la frontière du département de Saône-et-Loire et donc de la région Bourgogne-Franche-Comté.

## Histoire
Un nouveau découpage territorial de l'Ain (département) entre en vigueur à l'occasion des élections départementales de mars 2015, défini par le décret du 13 février 2014, en application des lois du 17 mai 2013 (loi organique 2013-402 et loi 2013-403). Les conseillers départementaux sont, à compter de ces élections, élus au scrutin majoritaire binominal mixte. Les électeurs de chaque canton élisent au Conseil départemental, nouvelle appellation du Conseil général, deux membres de sexe différent, qui se présentent en binôme de candidats. Les conseillers départementaux sont élus pour six ans au scrutin binominal majoritaire à deux tours, l'accès au second tour nécessitant 12,5 % des inscrits au premier tour. En outre la totalité des conseillers départementaux est renouvelée. Ce nouveau mode de scrutin nécessite un redécoupage des cantons dont le nombre est divisé par deux avec arrondi à l'unité impaire supérieure si ce nombre n'est pas entier impair, assorti de conditions de seuils minimaux. Dans l'Ain, le nombre de cantons passe ainsi de 43 à 23.
Le nouveau canton de Replonges est formé de communes des anciens cantons de Pont-de-Vaux (12 communes), de Bâgé-le-Châtel (9 communes) et de Saint-Trivier-de-Courtes (11 communes).
Le canton est entièrement inclus dans l'arrondissement de Bourg-en-Bresse. Le bureau centralisateur est situé à Replonges.
- Le 1er janvier 2018, Bâgé-la-Ville et Dommartin forment la commune nouvelle de Bâgé-Dommartin, réduisant le nombre de communes à 31.

## Représentation
| Période élective | Période élective | Mandat | Mandat   | Identité      | Nuance | Nuance | Qualité |
| ---------------- | ---------------- | ------ | -------- | ------------- | ------ | ------ | --- |
| 2015             | 2021             | 2015   | 2021     | Guy Billoudet |        | LR     | Maire de Feillens Président de la Communauté de communes Bresse et Saône Ancien conseiller général du Canton de Bâgé-le-Châtel |
| 2015             | 2021             | 2015   | 2021     | Valérie Guyon |        | DVD    | Maire de Saint-Nizier-le-Bouchoux Présidente de la commission des affaires sociales                                            |
| 2021             | 2028             | 2021   | en cours | Guy Billoudet |        | LR     | Conseiller sortant Vice-président délégué aux routes et aux mobilités                                                          |
| 2021             | 2028             | 2021   | en cours | Valérie Guyon |        | DVD    | Conseillère sortante |

### Résultats détaillés

#### Élections de mars 2015
À l'issue du premier tour des élections départementales de 2015, deux binômes sont en ballottage : Marie-Louise Marqueyrol et David Sevelinge (FN, 27,01 %) et Guy Billoudet et Valérie Guyon (UMP, 24,91 %). Le taux de participation est de 50,81 % (10 945 votants sur 21 542 inscrits) contre 48,99 % au niveau départemental et 50,17 % au niveau national. Le binôme UMP l'emporte au second tour avec 63,88 % des voix contre 36,12 % des voix pour le FN.

#### Élections de juin 2021
Le premier tour des élections départementales de 2021 est marqué par un très faible taux de participation (33,26 % au niveau national). Dans le canton de Replonges, ce taux de participation est de 30,78 % (6 896 votants sur 22 407 inscrits) contre 31,48 % au niveau départemental. À l'issue de ce premier tour, deux binômes sont en ballottage : Guy Billoudet et Valérie Guyon (Union à droite, 59,9 %) et Czeslawa Blaszczyk et Stéphane Fourneau (RN, 24,6 %).

## Composition
Le nouveau canton de Replonges comprenait trente-deux communes entières à sa création.
À la suite de la fusion, au 1er janvier 2018, de Bâgé-la-Ville et de Dommartin pour former la commune de Bâgé-Dommartin, le nombre de communes descend à 31.
| Nom                               | Code Insee | Intercommunalité                | Superficie (km2) | Population (dernière pop. légale) | Densité (hab./km2) | Modifier                                    |
| --------------------------------- | ---------- | ------------------------------- | ---------------- | --------------------------------- | ------------------ | ------------------------------------------- |
| Replonges (bureau centralisateur) | 01320      | CC Bresse et Saône              | 16,60            | 3 929 (2022)                      | 237                | modifier les données · modifier les données |
| Arbigny                           | 01016      | CC Bresse et Saône              | 17,47            | 459 (2022)                        | 26                 | modifier les données · modifier les données |
| Asnières-sur-Saône                | 01023      | CC Bresse et Saône              | 4,68             | 77 (2022)                         | 16                 | modifier les données · modifier les données |
| Bâgé-Dommartin                    | 01025      | CC Bresse et Saône              | 56,87            | 4 057 (2022)                      | 71                 | modifier les données · modifier les données |
| Bâgé-le-Châtel                    | 01026      | CC Bresse et Saône              | 0,88             | 987 (2022)                        | 1 122              | modifier les données · modifier les données |
| Boissey                           | 01050      | CC Bresse et Saône              | 9,05             | 390 (2022)                        | 43                 | modifier les données · modifier les données |
| Boz                               | 01057      | CC Bresse et Saône              | 7,31             | 509 (2022)                        | 70                 | modifier les données · modifier les données |
| Chavannes-sur-Reyssouze           | 01094      | CC Bresse et Saône              | 16,55            | 746 (2022)                        | 45                 | modifier les données · modifier les données |
| Chevroux                          | 01102      | CC Bresse et Saône              | 17,20            | 981 (2022)                        | 57                 | modifier les données · modifier les données |
| Courtes                           | 01128      | CA du Bassin de Bourg-en-Bresse | 9,06             | 293 (2022)                        | 32                 | modifier les données · modifier les données |
| Curciat-Dongalon                  | 01139      | CA du Bassin de Bourg-en-Bresse | 23,94            | 462 (2022)                        | 19                 | modifier les données · modifier les données |
| Feillens                          | 01159      | CC Bresse et Saône              | 14,91            | 3 388 (2022)                      | 227                | modifier les données · modifier les données |
| Gorrevod                          | 01175      | CC Bresse et Saône              | 6,88             | 782 (2022)                        | 114                | modifier les données · modifier les données |
| Lescheroux                        | 01212      | CA du Bassin de Bourg-en-Bresse | 20,05            | 720 (2022)                        | 36                 | modifier les données · modifier les données |
| Mantenay-Montlin                  | 01230      | CA du Bassin de Bourg-en-Bresse | 10,80            | 320 (2022)                        | 30                 | modifier les données · modifier les données |
| Manziat                           | 01231      | CC Bresse et Saône              | 12,63            | 1 985 (2022)                      | 157                | modifier les données · modifier les données |
| Ozan                              | 01284      | CC Bresse et Saône              | 6,60             | 721 (2022)                        | 109                | modifier les données · modifier les données |
| Pont-de-Vaux                      | 01305      | CC Bresse et Saône              | 7,54             | 2 184 (2022)                      | 290                | modifier les données · modifier les données |
| Reyssouze                         | 01323      | CC Bresse et Saône              | 9,54             | 1 003 (2022)                      | 105                | modifier les données · modifier les données |
| Saint-André-de-Bâgé               | 01332      | CC Bresse et Saône              | 2,70             | 819 (2022)                        | 303                | modifier les données · modifier les données |
| Saint-Bénigne                     | 01337      | CC Bresse et Saône              | 16,49            | 1 351 (2022)                      | 82                 | modifier les données · modifier les données |
| Saint-Étienne-sur-Reyssouze       | 01352      | CC Bresse et Saône              | 13,82            | 576 (2022)                        | 42                 | modifier les données · modifier les données |
| Saint-Jean-sur-Reyssouze          | 01364      | CA du Bassin de Bourg-en-Bresse | 27,48            | 764 (2022)                        | 28                 | modifier les données · modifier les données |
| Saint-Julien-sur-Reyssouze        | 01367      | CA du Bassin de Bourg-en-Bresse | 7,52             | 687 (2022)                        | 91                 | modifier les données · modifier les données |
| Saint-Nizier-le-Bouchoux          | 01380      | CA du Bassin de Bourg-en-Bresse | 28,30            | 589 (2022)                        | 21                 | modifier les données · modifier les données |
| Saint-Trivier-de-Courtes          | 01388      | CA du Bassin de Bourg-en-Bresse | 16,53            | 1 122 (2022)                      | 68                 | modifier les données · modifier les données |
| Sermoyer                          | 01402      | CC Bresse et Saône              | 16,70            | 659 (2022)                        | 39                 | modifier les données · modifier les données |
| Servignat                         | 01406      | CA du Bassin de Bourg-en-Bresse | 7,99             | 180 (2022)                        | 23                 | modifier les données · modifier les données |
| Vernoux                           | 01433      | CA du Bassin de Bourg-en-Bresse | 10,20            | 296 (2022)                        | 29                 | modifier les données · modifier les données |
| Vescours                          | 01437      | CA du Bassin de Bourg-en-Bresse | 12,48            | 215 (2022)                        | 17                 | modifier les données · modifier les données |
| Vésines                           | 01439      | CC Bresse et Saône              | 3,88             | 97 (2022)                         | 25                 | modifier les données · modifier les données |
| Canton de Replonges               | 0117       |                                 | 432,65           | 31 348 (2022)                     | 72                 | modifier les données                        |

## Démographie
En 2022, le canton comptait 31 348 habitants, en évolution de +1,4 % par rapport à 2016 (Ain : +5,15 %, France hors Mayotte : +2,11 %).
| 2013   | 2018   | 2022   |
| ------ | ------ | ------ |
| 30 382 | 31 020 | 31 348 |